# Pomarea
A Pomarea a madarak (Aves) osztályának verébalakúak (Passeriformes) rendjébe, ezen belül a császárlégykapó-félék (Monarchidae) családjába tartozó nem.

## Tudnivalók
A Pomarea-fajok csakis Polinézia szigetein találhatóak meg. A legtöbb madár 15-19 centiméter hosszú. Tollazatuk nemi kétalakúságra utal. E madárnem fajai nagyon veszélyeztetettek: 2 faj súlyosan veszélyeztetett, 2 faj veszélyeztetett és 1 faj sebezhető. A nemből már 4 faj teljesen kihalt. A Pomarea-fajok legnagyobb veszélyforrása a szigetekre behurcolt házi patkányok (Rattus rattus).

## Rendszerezés
A nembe az alábbi 6 élő és 3 kihalt faj tartozik:
- rarotongai tengerilégykapó (Pomarea dimidiata) (Hartlaub & Finsch, 1871)
- Eiao-szigeti tengerilégykapó (Pomarea fluxa) Murphy & Mathews, 1928 – kihalt
- Ua Huka-szigeti tengerilégykapó (Pomarea iphis) Murphy & Mathews, 1928
- Marquises-szigeteki tengerilégykapó (Pomarea mendozae) (Hartlaub, 1854)
- Ua Pou-szigeti tengerilégykapó (Pomarea mira) Murphy & Mathews, 1928
- Nuku Hiva-szigeti tengerilégykapó (Pomarea nukuhivae) Murphy & Mathews, 1928 – kihalt
- tahiti tengerilégykapó (Pomarea nigra) (Sparrman, 1786)
- maupiti tengerilégykapó (Pomarea pomarea) (Lesson & Garnot, 1828) – kihalt
- Fatu Hiva-szigeti tengerilégykapó (Pomarea whitneyi) Murphy & Mathews, 1928

### Fordítás
- Ez a szócikk részben vagy egészben  a   Pomarea című angol Wikipédia-szócikk ezen változatának fordításán alapul.  Az eredeti cikk szerkesztőit annak laptörténete sorolja fel. Ez a jelzés csupán a megfogalmazás eredetét és a szerzői jogokat jelzi, nem szolgál a cikkben szereplő információk forrásmegjelöléseként.